# Rouwbuidelspreeuw
De rouwbuidelspreeuw (Cacicus sclateri) is een zangvogel uit de familie Icteridae (troepialen).

## Verspreiding en leefgebied
Deze soort komt voor in oostelijk Ecuador en noordelijk Peru.